# NGC 2353
NGC 2353 est un jeune amas ouvert, situé dans la constellation de la Licorne. Il a été découvert par l'astronome germano-britannique William Herschel en 1785.
NGC 2353 est à environ 1 119 pc (∼3 650 al) du système solaire et les dernières estimations donnent un âge de 94 millions d'années. La taille apparente de l'amas est de 18 minutes d'arc, ce qui, compte tenu de la distance, donne une taille réelle maximale d'environ 19 années-lumière.
Selon la classification des amas ouverts de Robert Trumpler, cet amas renferme moins de 50 étoiles (lettre p) dont la concentration est moyenne (II) et dont les magnitudes se répartissent sur un intervalle moyen (le chiffre 2).